# Foppe de Haan
Foppe Geert de Haan (Lippenhuizen, 26 juni 1943) is een voormalige Nederlandse voetbaltrainer.

## Biografie

### Jeugd, spelerscarrière en begin trainersloopbaan
De Haan werd geboren als zoon van de wagenmaker Reinder de Haan en Tjimkje Wouda. Hij volgde aan de kweekschool een opleiding tot onderwijzer. Tussen 1961 en 1974 speelde hij bij verschillende amateurclubs.
Einde jaren 60, begin jaren 70 werkte hij in Enschede (Glanerbrug), waar hij een bewonderaar was van het voetbal dat het toenmalige FC Twente speelde. Vanaf 1974 begon hij als trainer van verschillende clubs, waaronder de jeugdtak van SC Heerenveen. In de jaren 80 werkte hij aan het CIOS in Heerenveen aan het Friesland College, terwijl hij trainer was van de eersteklasser VV Steenwijk.

### SC Heerenveen
In 1985 werd hij benaderd door SC Heerenveen, dat zijn trainer Henk van Brussel zag vertrekken naar BV De Graafschap. Met ingang van het seizoen 1985-1986 werd De Haan trainer bij de Friese club, maar bleef naast zijn trainerschap ook actief op het CIOS. Bij SC Heerenveen bouwde De Haan een goede band op met voorzitter Riemer van der Velde. Na drie weinig succesvolle jaren, waarin de club op de 17e, 12e en 10e positie van de eerste divisie eindigde, besloot De Haan een stap terug te doen. Wel bleef hij actief bij de club, binnen de bredere organisatie en de jeugdafdeling. Hoewel de club aanvankelijk openlijk flirtte met Johan Cruijff, die in onmin was geraakt bij AFC Ajax, werd De Haan uiteindelijk opgevolgd door Ted Immers, die overkwam van FC Eindhoven. Rust vond de Friese club echter niet op het trainersvlak. Immers moest, ondanks promotie naar de eredivisie, na een jaar alweer wijken voor Ab Gritter, die slechts kon trainen onder de papieren van De Haan. Op zijn beurt werd Gritter binnen het jaar alweer vervangen door Fritz Korbach. Korbach degradeerde weer met de ploeg en wist in het seizoen 1991-1992 niet terug te keren naar het hoogste plan.
De Haan maakte ondertussen binnen de club promotie. In 1989 werd hij aangesteld als technisch coördinator en in 1991 als technisch manager. Daarnaast werd hij actief binnen de opleiding Coach Betaald Voetbal van de KNVB, terwijl hij ook zijn baan aan het CIOS aanhield. Nadat Korbach in oktober 1992 werd ontslagen, besloot de club De Haan naar voren te schuiven om rust te brengen in de club. Hij zou als tussenpaus een nieuwe hoofdtrainer opleiden en introduceren binnen de club. Het bestuur had hierin Ronald Spelbos, die de cursus Coach Betaald Voetbal volgde van De Haan, op het oog. Spelbos bedankte echter voor de eer, waarna werd besloten De Haan het seizoen te laten afmaken. De club bereikte dat jaar, als eerste divisionist, verrassend de finale van de KNVB beker, die werd verloren van AFC Ajax. Daarnaast promoveerde de ploeg, na het bereiken van de 2e plaats, via de nacompetitie naar de eredivisie. Hierop werd besloten De Haan opnieuw aan te stellen als hoofdtrainer. Terwijl onder andere clubman en toekomstig trainer Gertjan Verbeek werd toegevoegd aan de technische staf.
De Haan bleef uiteindelijk tot 2004 in dienst van Heerenveen en wist in die tijd de club uit te bouwen tot subtopper in de eredivisie. In 1997 bereikte hij wederom de finale van de KNVB beker, dit maal werd er verloren van Roda JC. In 2000 bereikte de ploeg zijn hoogste positie ooit, door 2e te worden achter PSV. Hierdoor was de club automatisch geplaatst voor de UEFA Champions League. In de Champions League wist de ploeg, in een poule met Valencia CF, Olympique Lyonnais en Olympiakos Piraeus, slechts vier punten te pakken. In 2001 verliet Gertjan Verbeek, die was opgeklommen tot rechterhand van De Haan, de club om trainer te worden bij SC Heracles. In de zomer van 2003 kondigde De Haan aan dat het seizoen 2003-2004 zijn laatste jaar als hoofdtrainer van SC Heerenveen zou zijn. Hij werd, naar algemene verwachting, opgevolgd door Gertjan Verbeek, die terugkeerde bij de club. Van een positie als technisch directeur van SC Heerenveen, zoals hij eerder overeen was gekomen, besloot hij af te zien.
De Haan was de langstzittende trainer bij dezelfde club in het Nederlandse betaalde voetbal en bereikte in het seizoen 2003-2004 de mijlpaal van 500 competitiewedstrijden als trainer/coach bij SC Heerenveen.

### Jong Oranje
Van 2004 tot 2009 was De Haan de coach van Jong Oranje, waarmee hij in 2006 historie schreef door het Europees kampioenschap te winnen. Na een moeizame start (2-1-verlies tegen Jong Oekraïne en een 1-1 gelijkspel tegen Jong Denemarken) werd er in de laatste poulewedstrijd met 1-0 gewonnen van titelverdediger Jong Italië, waardoor Jong Oranje zich op de valreep plaatste voor de halve finale. In die halve finale werd favoriet Jong Frankrijk na verlenging met 3-2 verslagen. Vooral deze wedstrijd is bij de Haan nog altijd in zijn geheugen gegrift. Het bereiken van de finale was al een unicum, nog nooit had een jeugdteam van de KNVB in deze leeftijdsklasse een finale van een groot toernooi bereikt. In de finale werd revanche genomen voor de eerste nederlaag door Jong Oekraïne met 3-0 te kloppen. Naast het feit dat Jong Oranje geschiedenis schreef, was het ook pas de eerste prijs voor De Haan in zijn lange trainersloopbaan.
Een jaar later werd Jong Oranje opnieuw Europees kampioen, dit keer in eigen land. De eerste twee wedstrijden, tegen Israël en Portugal, werden gewonnen en het gelijkspel tegen België was voldoende voor de groepswinst. Jong Oranje plaatste zich hierdoor voor de Olympische Zomerspelen 2008 in Peking (China). Dit zou de eerste deelname van Nederland aan de Spelen sinds 1952 worden.
De halve finale tegen Jong Engeland werd na een lange strafschoppenserie door Jong Oranje gewonnen. Tijdens de penaltyserie eiste De Haan een van de hoofdrollen op; nadat beide ploegen tien penalty's genomen hadden schoof Engeland een speler naar voren die al aan de beurt geweest was, in plaats van Steven Taylor. De Haan stormde het veld in, om scheidsrechter Knut Kircher op deze fout te wijzen. Het leverde de trainer een gele kaart op, maar hij kreeg wel zijn zin. De finale werd van Servië gewonnen. Door deze gewonnen finale schreef Foppe voor de 3e keer in 2 jaar tijd geschiedenis met Jong Oranje, want nog nooit eerder had een gastland een eindtoernooi gewonnen.
Nadat Nederland zich niet plaatste voor het EK 2009, kreeg hij een nieuwe functie bij de KNVB als supervisor en coördinator van de vertegenwoordigende jeugdelftallen in Zeist waaronder Jong Oranje. Jong Oranje zou onder zijn leiding echter niet meer spelen en in de plaats daarvan werd Nederland B heropgericht met Johan Neeskens als bondscoach.
De Haan deelde bij zijn vertrek mede te stoppen als trainer.

### Ajax Cape Town
In oktober 2009 tekende De Haan, tegen zijn belofte in, een eenjarig contract bij Ajax Cape Town, de satellietclub van AFC Ajax in Zuid-Afrika. Hij verlengde dit contract in de zomer van 2010 en keerde pas na twee jaar terug naar Nederland. Hij werd in Kaapstad opgevolgd door Maarten Stekelenburg.

### Bondscoachschap van Tuvalu
In de zomer van 2011 was De Haan vier weken bondscoach van de voetbaldwerg Tuvalu. De Haan werd binnengehaald als trainer voor de Pacific Games, die plaatsvonden in de zomer. Hij verving bij Tuvalu Toakai Puapua, die naast bondscoach gymleraar op het eiland was. Met een overwinning  van 4-0 tegen Amerikaans-Samoa, een gelijkspel en drie nederlagen bereikte Tuvalu de vierde plaats in de poule. De doelstelling van de technische staf, meer punten halen dan het ene punt vier jaar eerder tijdens de Pacific Games, was daarmee ruim gerealiseerd.
De Haan heeft als bondscoach de meeste wedstrijden van Tuvalu gecoacht, namelijk 6 wedstrijden.

### Terugkeer bij Heerenveen
In 2007, drie jaar na zijn vertrek als hoofdtrainer, keerde De Haan terug bij SC Heerenveen, toen hij, evenals oud-voorzitter Riemer van der Velde, zitting nam in de Raad van Commissarissen van de club. Na zijn vertrek bij Jong Oranje, en het ontslag van trainer Trond Sollied, trad De Haan terug uit de RvC en kwam hij wederom in dienst bij de club als senior coach en technisch adviseur. Hij richtte zich in deze functie vooral op het opleiden van individuele talenten en het versterken van het technische beleid van de club.
Op 21 oktober 2015 werd hij, na het vertrek van hoofdtrainer Dwight Lodeweges, aangesteld als interim-coach van de Friese ploeg. Hoewel hij meerdere keren uitsprak slechts tot het einde van het kalenderjaar te blijven, besloot hij uiteindelijk om in het belang van de club toch het seizoen af te maken en eindigde veilig op een 12e plaats.

### Nederlands vrouwenvoetbalelftal
Vanaf de zomer van 2016 was De Haan adviseur bij het Nederlands vrouwenvoetbalelftal. De Haan werd in januari 2017 supervisor en assistent van bondscoach Sarina Wiegman bij het vrouwenteam. In augustus 2017 won hij met het vrouwenteam het Europees kampioenschap voetbal in eigen land. Hierna stopte De Haan definitief.

### Persoonlijk

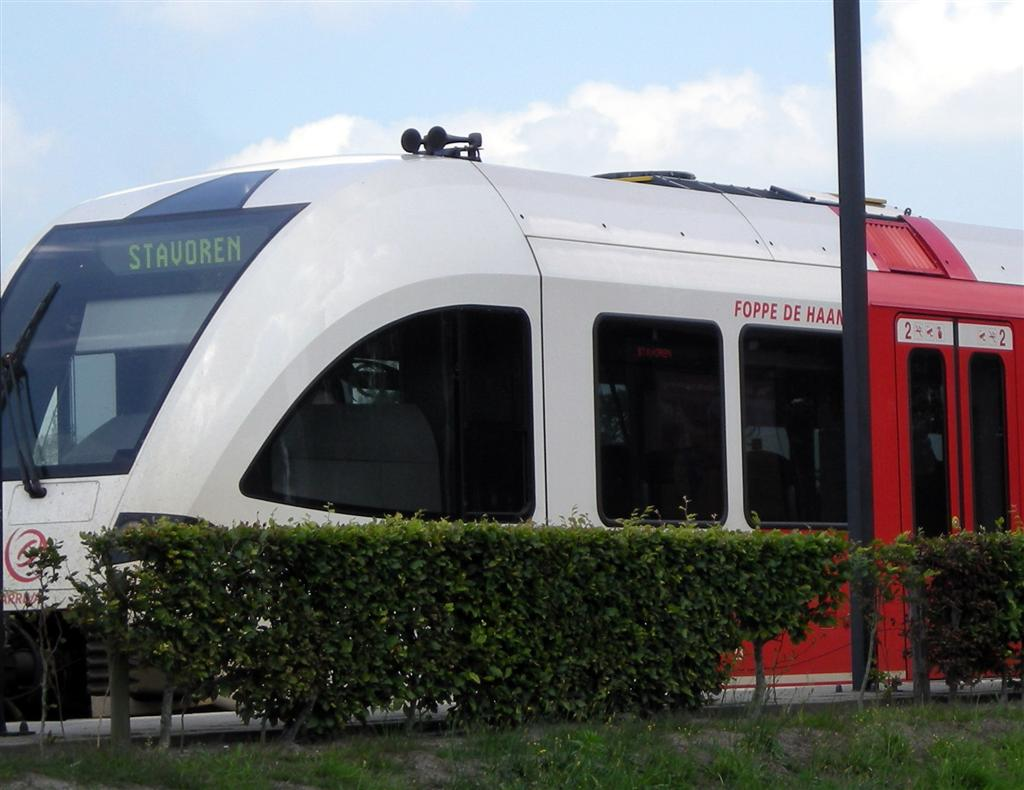
Foppe de Haan Spurt

In 1963 en 1985 reed De Haan de Elfstedentocht. In 1963 werd hij bij Vrouwbuurstermolen van het ijs gehaald, in 1985 voltooide hij de tocht wel.
Op 10 mei 2004, na de laatste thuiswedstrijd van sc Heerenveen onder leiding van De Haan, werd De Haan benoemd tot Ridder in de Orde van Oranje-Nassau. Op 15 oktober van dat jaar werd hij benoemd tot ereburger van Heerenveen. Vervoersmaatschappij Arriva vernoemde een Spurt-trein naar Foppe de Haan.
In 2005 richtte De Haan met stichting Kiwanis Heerenveen het Foppe Fonds op. Deze organisatie wil sporten van kinderen met een beperking stimuleren, onder andere met een project om sportrolstoelen te verstrekken aan deze kinderen. Paralympisch amazone Rixt van der Horst was een van de sporters, die gebruik maakte van de diensten van het Foppe Fonds. De Haan zet zichzelf in voor de stichting met het geven van lezingen op optredens.
De Haan stond als lijstduwer op de 75e plaats van de kandidatenlijst van de Partij van de Arbeid voor de Tweede Kamerverkiezingen 2017.
De Haan woont in het Friese Nes.

## Spelersloopbaan
- SV THOR (Lippenhuizen)
- GAVC Grou
- VV Heerenveen
- VV Zuid Eschmarke (Enschede)
- VV Akkrum
- Enschedese Boys

## Trainersloopbaan
- VV Akkrum (1974-1976)
- Heerenveen, jeugd (1976-1977)
- Drachtster Boys (1977-1980)
- ACV (1980-1983) (NF)
- Steenwijk (1983-1985) (NF)
- sc Heerenveen (1985-1988)
- sc Heerenveen, technisch coördinator (1988-1991)
- sc Heerenveen, technisch manager (1991-1992)
- sc Heerenveen (1992-2004)
- Jong Oranje (2004 - 2009)
- Ajax Cape Town (2009-2011)
- Tuvalu (2011)
- sc Heerenveen (2015-2016)
- Nederlands vrouwenvoetbalelftal, supervisor en assistent trainer (2017)
- Ajax Cape Town, technisch adviseur (2017-heden)

## Erelijst
Als bondscoach
| Competitie                              | Winnaar            | Winnaar            | Runner-up          | Runner-up          | Derde              | Derde              |
| Competitie                              | Aantal             | Jaren              | Aantal             | Jaren              | Aantal             | Jaren              |
| Nederland onder 21                      | Nederland onder 21 | Nederland onder 21 | Nederland onder 21 | Nederland onder 21 | Nederland onder 21 | Nederland onder 21 |
| --------------------------------------- | ------------------ | ------------------ | ------------------ | ------------------ | ------------------ | ------------------ |
| Europees kampioenschap voetbal onder 21 | 2x                 | 2006, 2007         |                    |                    |                    |                    |

Als supervisor/assistent-bondscoach
| Competitie                             | Winnaar             | Winnaar             | Runner-up           | Runner-up           | Derde               | Derde               |
| Competitie                             | Aantal              | Jaren               | Aantal              | Jaren               | Aantal              | Jaren               |
| Nederland (vrouwen)                    | Nederland (vrouwen) | Nederland (vrouwen) | Nederland (vrouwen) | Nederland (vrouwen) | Nederland (vrouwen) | Nederland (vrouwen) |
| -------------------------------------- | ------------------- | ------------------- | ------------------- | ------------------- | ------------------- | ------------------- |
| Europees kampioenschap voetbal vrouwen | 1x                  | 2017                |                     |                     |                     |                     |

## Onderscheidingen
- Sport award in 2003.
- Op 10 mei 2004, na de laatste thuiswedstrijd van sc Heerenveen onder leiding van De Haan, werd De Haan benoemd tot Ridder in de Orde van Oranje-Nassau.
- Op 15 oktober 2004 werd hij benoemd tot ereburger van Heerenveen.
- Vervoersmaatschappij Arriva vernoemde een Spurt-trein naar Foppe de Haan.
- Coach van het Jaar 2007 (deelt deze prijs met Robert Eenhoorn).
- Bondsridder KNVB, benoemd op 4 december 2018